# Jan z Hakenbornu
Jan z Hakenbornu, něm. Johann von Hakenborn, též Johann, der Bayer (Jan Bavor), byl 21. proboštem litoměřické kapituly sv. Štěpána v letech 1347–1362, a je zřejmě vzhledem k časové posloupnosti totožný s Burchardem z Hardeggu, který byl 24. proboštem vyšehradské kapituly.

## Život
Do úřadu litoměřického probošta byl jmenován 29. prosince 1358. Byl zřejmě dvorním kaplanem královny Anny Falcké, druhé manželky císaře Karla IV. (1349–1353). Pocházel z diecéze špýrské (Speyer), kde se patrně i narodil. Byl nemanželského původu. V některých listinách je také jmenován jako Johann, der Bayer (Jan Bavor). Uvedl výslovně tento nemanželský původ v žádosti císaři Karlu IV.
Do Čech přijel tento duchovní s druhou manželkou Karla IV. Annou z Falce. V Čechách získal nejdříve funkci faráře v litoměřickém děkanském kostele, ale styk s dvorem v Praze nepřerušil. Požádal Karla IV. o pomoc a 14. prosince 1353 obdržel z Říma papežský dispens. Císař mu pomohl k funkci svatovítského kanovníka, ale v souvislosti s úmrtím litoměřického probošta Bohuslava z Pardubic požádal o uvolněné proboštství litoměřické kolegiátní kapituly. Již předtím byl také patronem kostelíka sv. Jana Křtitele v Litoměřicích. Již téhož roku rezignoval na funkci faráře děkanského kostela, protože podal žádost o uvolněnou funkci probošta v Litoměřicích; souhlas dostal na konci roku 1358. Roku 1362 obdržel další proboštství na kapitule vyšehradské, kde nahradil probošta Dietricha a rezignoval na proboštství litoměřické. Působil v Litoměřicích necelé 4 roky. Další jeho osudy neznáme. Je možné, že kanovník Johann von Hakenborn působil ve Vratislavi a Budyšíně a připomíná se ještě v říjnu 1401. Co se týče jeho data a místa úmrtí, chybí k nim zdroje.